# 假陰道

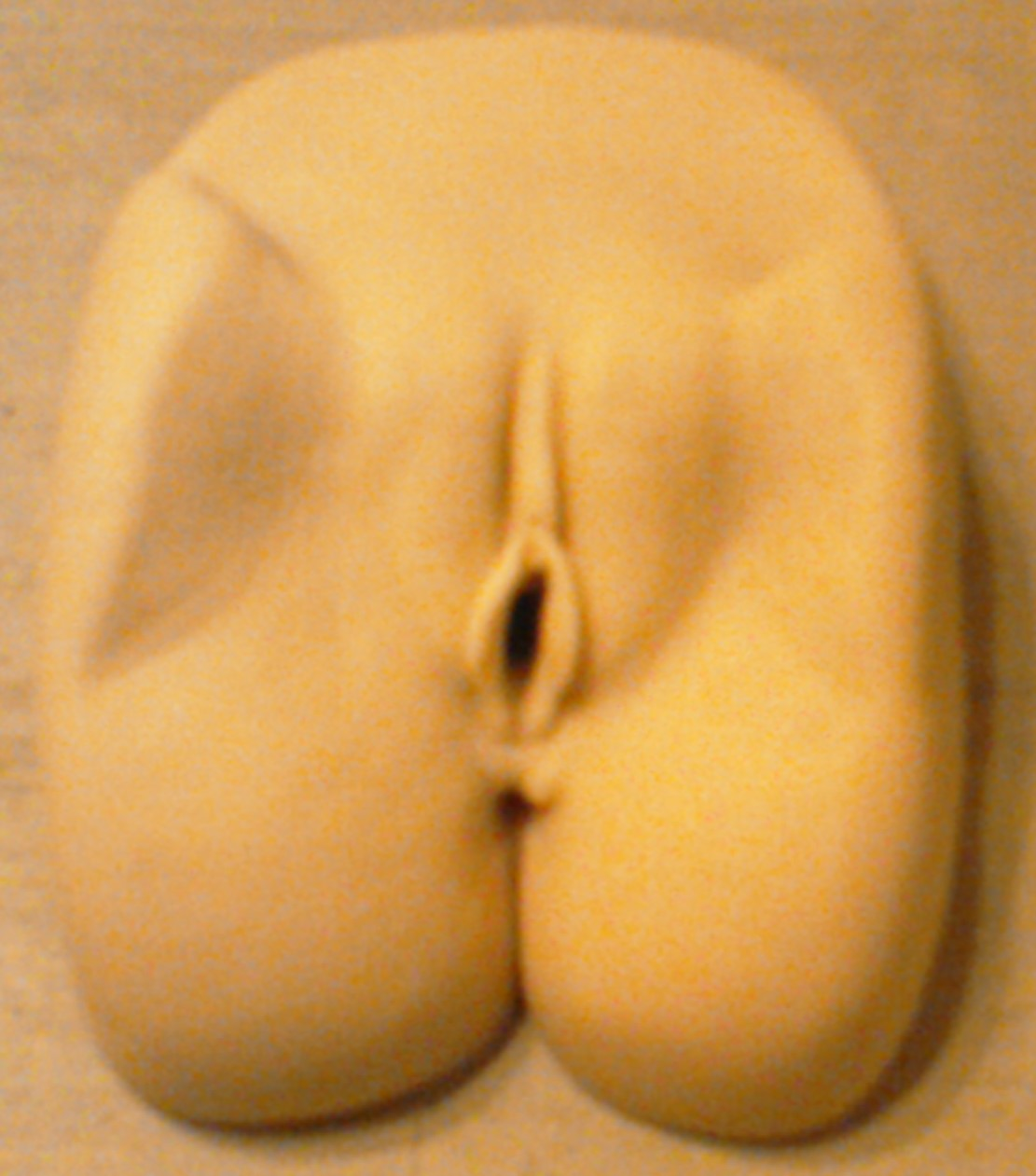
使用硅膠製成的假陰道模型

假陰道，或人工陰道是一種模仿女性陰道的人造物品工具，可以提供類似於性交的快感，人工陰道可以用在醫學用途，用於收集男性精液，或者解決性需求時作為性玩具使用。也有模仿動物，如雌馬的人工陰道用於精液採集，以作為種馬繁衍的人工授精使用。可以代替性交获得的性快感。
當作為性玩具使用時，也叫撸杯、撸管杯、自慰杯、飞机杯。香港稱用來輔助打飛機的工具作「飛機杯」。

## 材料和外形
自慰套通常是由軟質的合成樹脂或是矽膠製成的，低價的自慰杯則大多使用便宜的海綿。
自慰套依照外形又可分為貫通形與非貫通形，主要的差別就是在於尾端有沒有封閉。貫通形自慰套由於尾端沒有封閉，因此潤滑劑與精液會從尾端漏出，但好處是清洗時直接流通沖洗。非貫通形則沒有液體漏出的問題，且會產生真空的吸吮感，性快感更為強烈，但是非貫通形清洗上就沒有貫通形的便利。不管是哪種形式的產品，主要都會為了使使用者獲得性快感及達到性高潮，多數在內壁作出不規則的凹凸起伏顆粒以模擬女性陰道且外觀模仿女性外陰來增加刺激感與真實感。
飛機杯主要類型可以分兩款，第一種是即棄款，另一款是可以循環再用。使用方式不一樣，即棄款用後不再需要清洗，可以即時棄掉，方便易用。而循環再用款可以使用後清洗，並不斷重覆使用，好處當然是價錢便宜，實際使用期限可長達一年或更長，但最麻煩的就是需要使用後清洗，並需要風乾，麻煩程度較大。

## 自慰杯
自慰杯亦稱「撸杯」、「撸管杯」、「自慰套」或「飛機杯」，是一种男性使用的自慰器。
通常的外形为中空圓筒狀，内部有管状通道供使用者插入陰莖。內部通常采用海綿和橡胶制造，接触面有很多凸起和坑纹，使用時需搭配充分的人工润滑剂，增加使用者刺激和快感。部份商品在使用前可把杯底的贴纸撕去，以便让使用者抽插时空气能流通使用更顺畅及减少声音，但也會因此減少真空吸吮感。現時的自慰杯更有溫感、震動及聲音等不同功能增加使用者個快感。

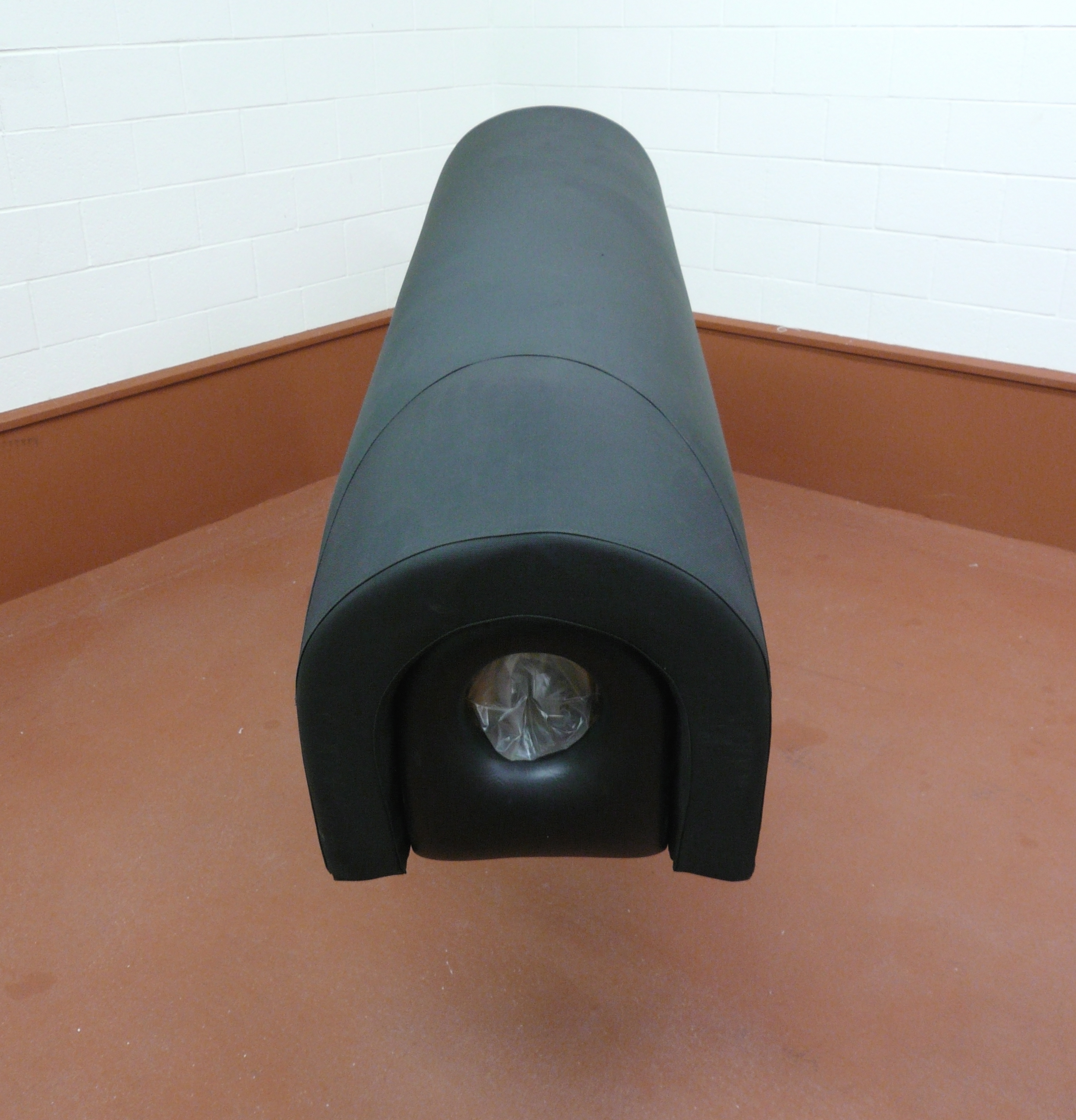
馬的人工陰道用為精液採集以作為人工授精使用。
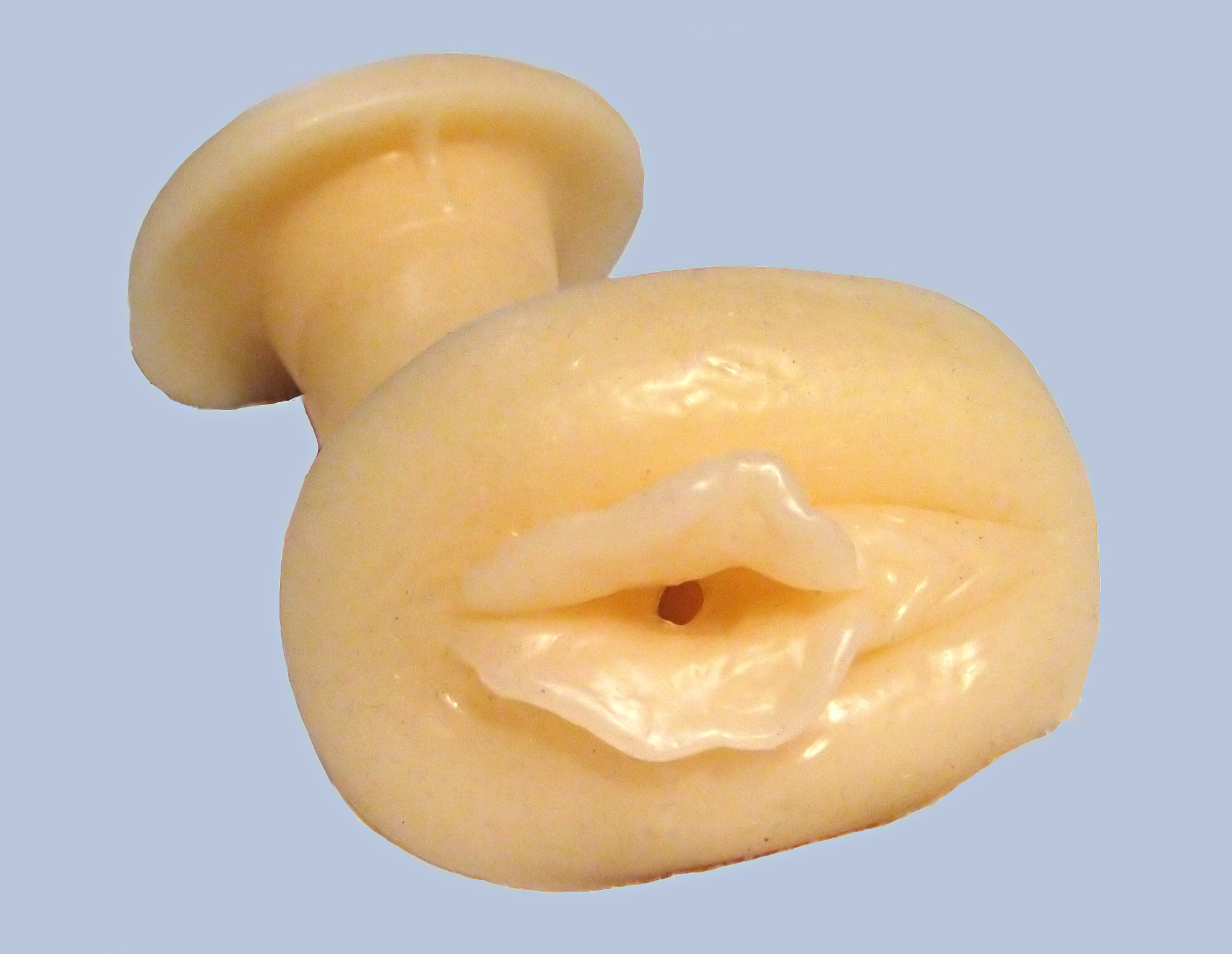
貫通型人工陰道。
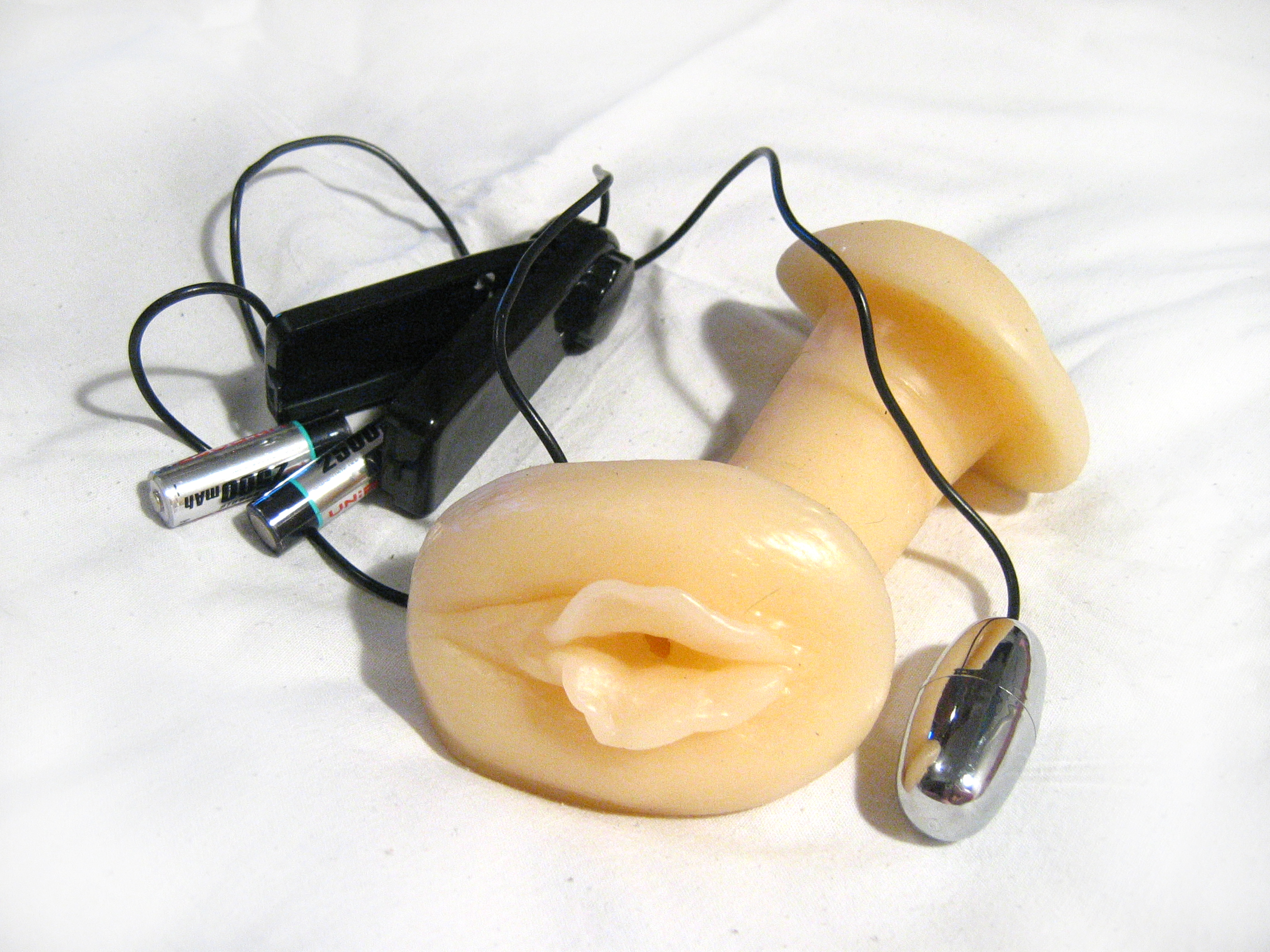
人工陰道附帶振動蛋。
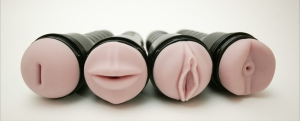
美式Fleshlight品牌粉紅色系列人工陰道：（由左至右）普通型、嘴型、仕女型、臀部型。
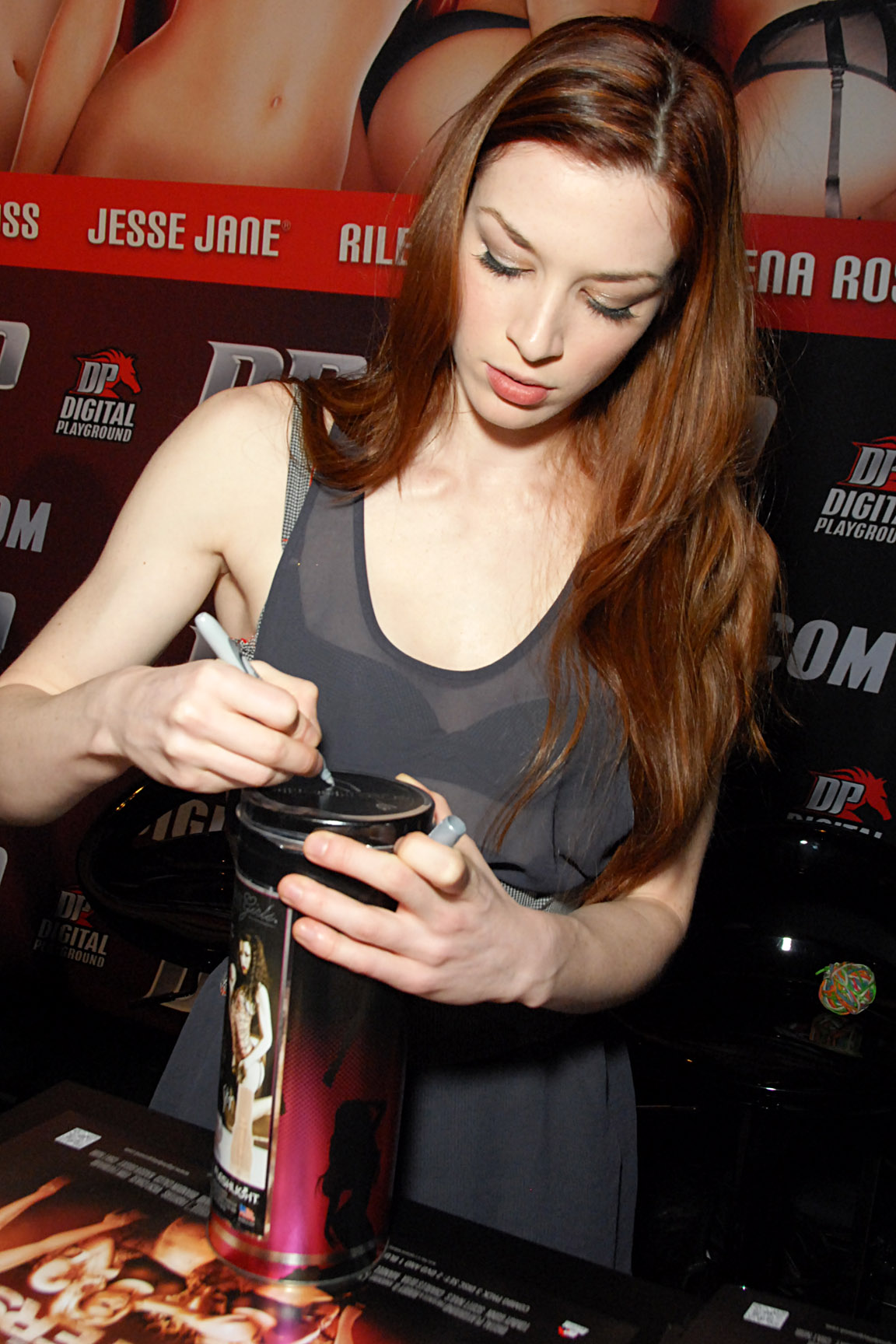
Fleshlight品牌代言人史托雅（白雪公主）簽名的人工陰道。